# Saco M60
Pour les articles homonymes, voir M60.
La M60, produite à l'origine par Saco Defense — absorbée par General Dynamics en 2000, est une mitrailleuse polyvalente qui a équipé les forces armées des États-Unis à partir de 1957.
Elle a notamment été utilisée au cours de la guerre du Viêt Nam où elle fut surnommée « The Pig » (le cochon). Malgré sa notoriété au sein du grand public en raison de la couverture médiatique de la guerre du Viêt Nam et de son apparition dans divers films de guerre, ses nombreux défauts ont mené à son remplacement par la FN MAG.
La M60 était d'abord une arme peu fiable, surtout quand elle était encrassée. Ce défaut était aggravé par la complexité de son entretien. Par ailleurs, les premières versions souffraient d'un changement du canon particulièrement peu pratique. Les opérateurs devaient à la fois tenir l'arme par la poignée, car le bipied était solidaire du canon, et détacher le canon brûlant avec des gants spéciaux, puisque la poignée était fixée à la carcasse. Le canon amovible comprenait une partie du mécanisme à gaz, ce qui alourdissait la masse de chaque canon emmené en opération. Enfin le levier de sûreté fonctionnait à l'inverse de celui du M16 et du Colt M1911, ce qui constituait une source de confusion au combat.
Elle fut régulièrement améliorée. Ses versions A1 et E1 étaient destinées aux fantassins de l’US Army et aux fusiliers marins de l’US Marine Corps, qui adoptèrent en 1982 une version E3, non exempte de défauts elle non plus. Une version E4, guérie de ses défauts, a fait une timide réapparition au sein de certaines unités spéciales. Une version E6, plus légère, est proposée depuis le début des années 2010, mais sans grand succès.
Depuis février 2006, cette arme est fabriquée par U.S. Ordnance (en), une entreprise fondée en 1997 a McCarran au Nevada.

## Caractéristiques
Chambrée en 7,62 × 51 mm OTAN, la M60 associe un mécanisme emprunté au Lewis Mark I sous la forme du FG-42 allemand et un système d'alimentation copié sur la MG 42.
La crosse est dans la continuité de la carcasse carrée en acier usiné, renfermant la majorité du mécanisme. Le couvercle renferme le système d'alimentation. Ce dernier se lève pour charger les bandes métalliques détachables M13 contenant cent cartouches de 7,62 OTAN. Le canon interchangeable est terminé par un cache-flamme. Le levier d'armement, la sûreté et la fenêtre d'éjection sont à droite. Le cylindre et le piston nécessaires au système d'emprunt des gaz se situent sous le canon
La poignée de transport est fixée sur la carcasse pour les premières versions et sur le canon pour les dernières. Le garde-main est perforé. La poignée pistolet (comprenant la sûreté à deux positions), la plaque de joue et le fût sont gainés de caoutchouc. Le guidon est fixe sur embase. La hausse dérivable comprend un œilleton de combat pour 100 à 1 000 m. L'arme reçoit un bipied repliable. La M60 peut être montée sur un trépied.
Surnommée « le cochon » lors de son introduction pendant la guerre du Viêt Nam en raison de sa masse et de sa consommation élevée de munitions,, la M60 a été utilisée par toutes les branches de l'armée américaine et est toujours en service chez les forces spéciales. Même si elle a été remplacée par la M240, sa version améliorée M60E4 présente des rails d'accessoires modernes, un canon raccourci, une meilleure fiabilité et une masse réduite. Elle est également équipée d'un bipied standard pour plus de stabilité.

## Versions
Celles-ci sont nombreuses. Par ordre chronologique d'apparition la M60 devient :
- M60 : version originale avec le bipied fixé sur le cylindre des gaz.
- M60E1 : version la plus courante avec bipied fixé au cache-flamme. Également produite à Taïwan à partir de 1968 en tant que de Type 57.
- M60E2 : mitrailleuse de char avec mise à feu télécommandée par solénoïde. Utilisée sur le char M60. Existe aussi avec une crosse et une poignée pistolet.
- M60C/CA1 : mitrailleuse fixe pour hélicoptère UH-1 Huey, mise à feu télécommandée par solénoïde. Peut être montée sur affûts jumelés (M2 ou M16). La réserve en munitions est de 1 000 à 6 000 coups.
- M60D : mitrailleuse de portière des UH-1 Huey et CH-47 Chinook. Deux poignées arrière encadrent une détente, remplaçant la crosse et la poignée pistolet. La poignée de changement de canon, le bipied et les organes de visée sont ceux de la M60 de base.
- M60E3 : version allégée, dotée d'un bipied fixé sur l'arme et d'une poignée sur le canon, produite en 1982 avec deux longueurs de canon disponibles, mais présentant de nouveaux problèmes de fiabilité, notamment d'échauffement.
- M60E4 : version fiabilisée dans le courant des années 1990, disponible avec deux longueurs de canon et ayant perdu le concours d'équipement de l'armée américaine à la faveur de la FN MAG.
- M60E6 : version disponible depuis le début des années 2010, d'une masse chargée de 9,35 kg et d'une cadence de tir d’environ 550 coups par minute[6]. Utilisée depuis 2014 seulement par le Danemark sous le nom de LMG M/60[7] et par les forces spéciales des États-Unis[8].

## Diffusion et histoire opérationnelle
La Pig a été adoptée par les forces armées des pays suivants :
- Australie
- Bosnie-Herzégovine
- Cambodge
- Colombie
- Corée du Sud
- Danemark
- Égypte
- États-Unis
- Guatemala
- Grèce
- Irak (après la guerre de 2003)
- Israël
- Jordanie
- Tunisie
- Maroc
- Nouvelle-Zélande
- Malaisie
- Pérou
- Philippines
- Royaume-Uni
- Sénégal
- Taïwan
- République du Viêt Nam
- Vietnam (prise de guerre)

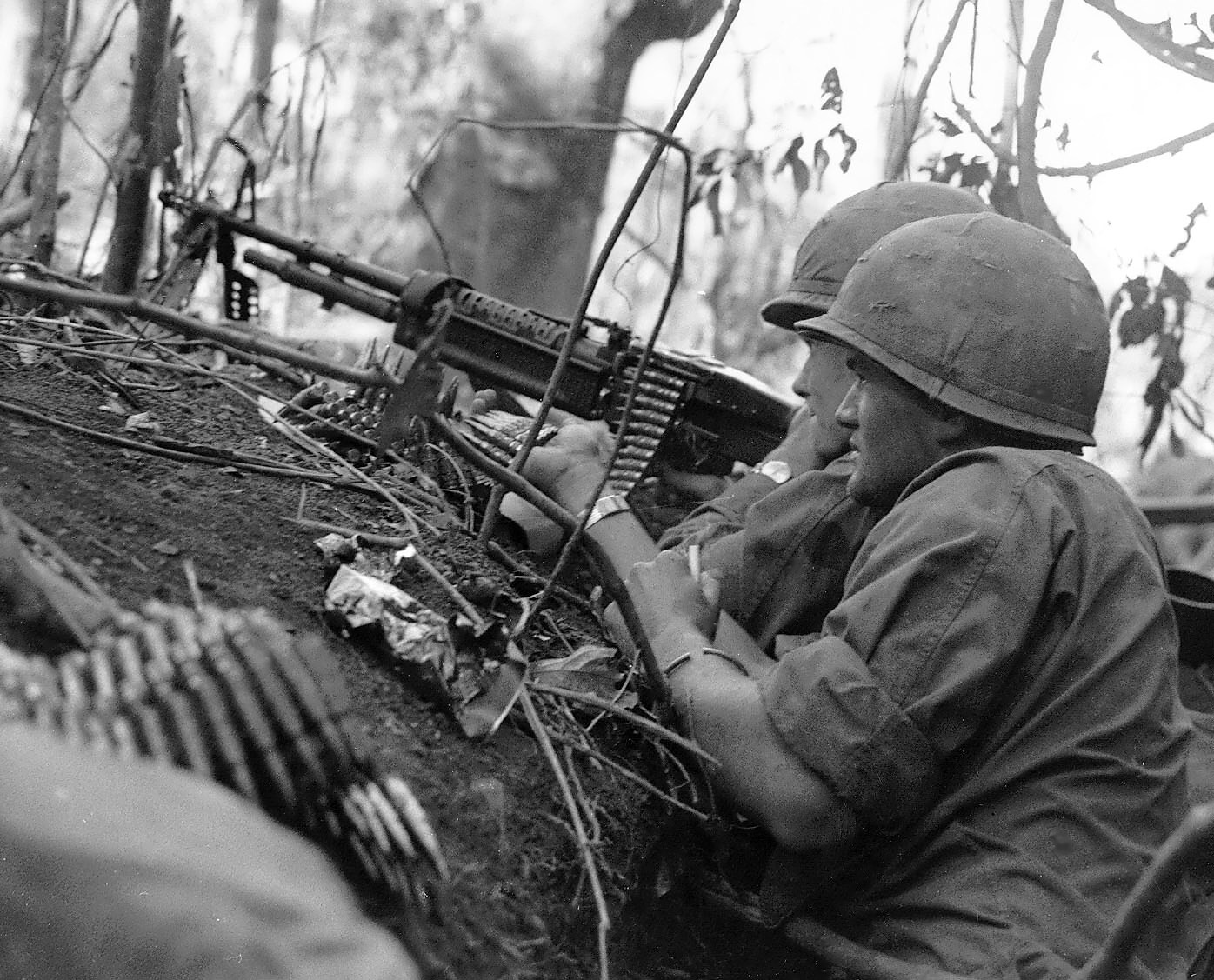
Deux soldats américains, un mitrailleur et son pourvoyeur, utilisant une Saco M60 lors de la guerre du Viêt Nam (1966).
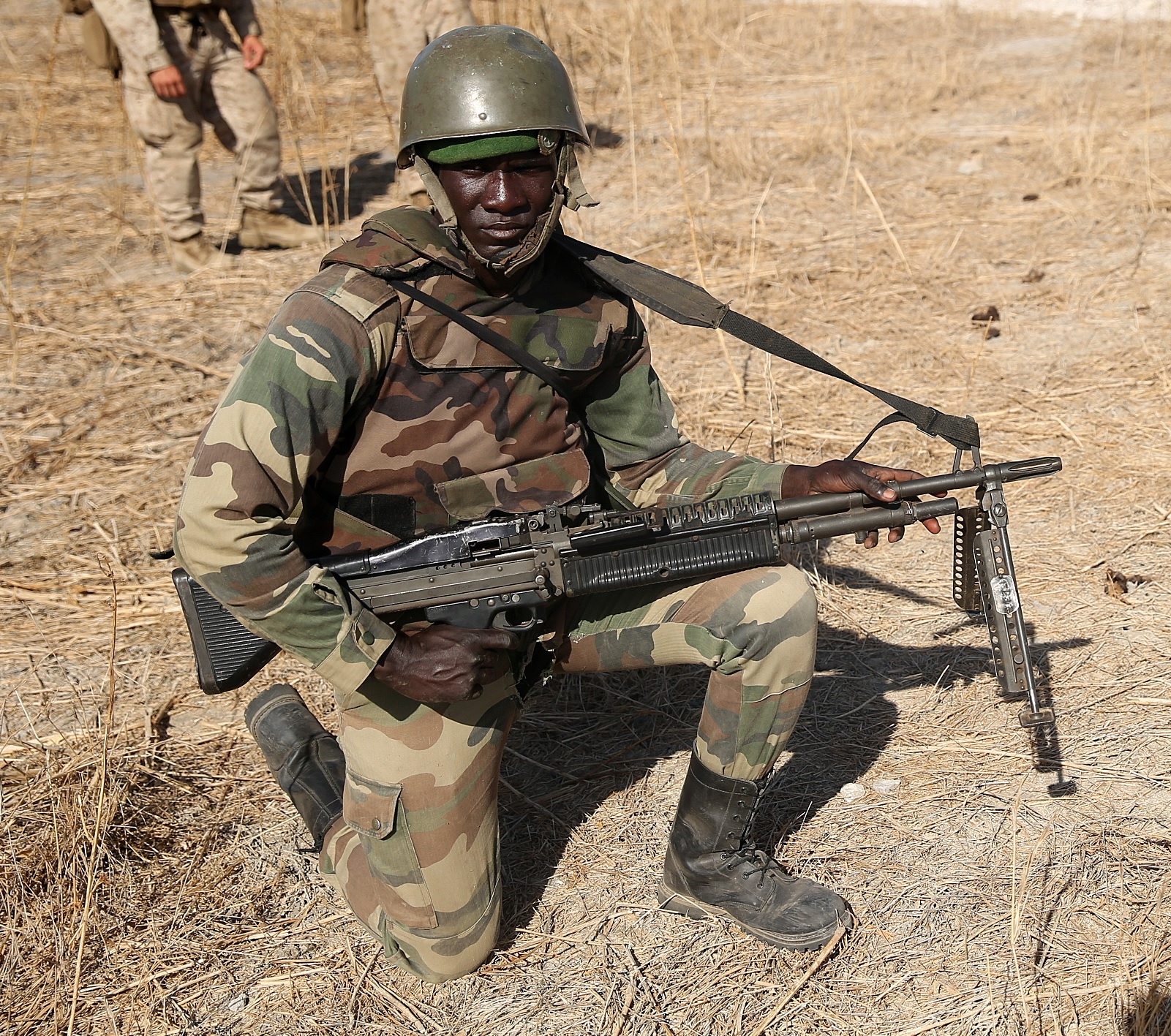
Un fusilier marin sénégalais muni d'une M60 (2016).

La M60 a été utilisée au combat par les GI et les Marines américains entre autres durant les guerre du Viêt Nam, guerre du Golfe, guerre en Afghanistan et la guerre d'Irak.
L'Armée philippine l'utilise aussi contre les rebelles des Front Moro de libération nationale, Front Moro islamique de libération,Hukbalahap, Maute et de la  New People's Army ou les terroristes d'Abou Sayyaf depuis la fin des années 1960.
De la même façon, les soldats sénégalais l'ont employée dans le conflit en Casamance.

## Dans la fiction
Au début du premier épisode de la cinquième saison de la série Breaking Bad, le personnage principal Walter White achète une mitrailleuse M60 avec un manuel d’instructions et plusieurs boîtes de munitions. Mitrailleuse que l'on retrouve à l'occasion de l'épisode final de la série, montée sur une machine tournante dans le coffre de sa voiture qui fonctionne comme une tourelle, en appuyant sur le bouton de déclenchement à distance, la mitrailleuse entre en action et tue ses adversaires.
La mitrailleuse M60 est présente à plusieurs reprises dans les films de la série Rambo, où le héros l'utilise à une main.